# Joseph Maréchal

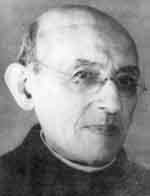
Le père Joseph Maréchal

Joseph Maréchal (* 1. Juli 1878 in Charleroi; † 11. Dezember 1944 in Löwen) war ein belgischer Jesuit und Philosoph des Neuthomismus.
Maréchal trat 1895 in den Jesuitenorden ein. Er studierte Philosophie, Theologie, Psychologie und Zoologie und promovierte 1905 an der Universität Löwen. Im Jahre 1908 wurde er zum Priester geweiht. Von 1919 bis 1935 war er Professor für Philosophie am Jesuitenkolleg Louvain-Eegenhoven in Löwen.
Maréchal konfrontierte den Neuthomismus mit Immanuel Kant und dem deutschen Idealismus. Darüber hinaus sind seine Studien zur Psychologie der Mystiker bekannt geworden.
In seinem Hauptwerk (Le point de départ de la métaphysique) entwickelte er eine Synthese der Kantischen Erkenntniskritik mit der Erkenntnismetaphysik des Thomas von Aquin.  Maréchal interpretiert Kants apriorische Bedingungen der Erkenntnis im Sinne der scholastischen Lehre von den Formalobjekten der Erkenntnis. Die Vernunft hat im Unterschied zu Kant nicht nur eine regulative Funktion, sondern erfasst das Sein. Auch der Verstand und die Sinnlichkeit nehmen auf ihre Weise an der Seins-Erkenntnis teil.
Maréchal übte einen bedeutenden Einfluss auf die Entwicklung der Neuscholastik aus (Bernard Lonergan, Karl Rahner, Johannes Baptist Lotz).

## Werke
- Le point de départ de la métaphysique, Cahiers I–V. 1922–1947, Digitalisate (Der Ausgangspunkt der Metaphysik)
- Études sur la psychologie des mystiques. Bd. I: 1924, Bd. II: 1937 (Studien zur Psychologie der Mystiker), Übers. v. Algar Thorold: Studies in the Psychology of the Mystics, Burns Oates & Washbourne Ltd., London 1926 (Digitalisat), Neuauflage: The Psychology of the Mystics, Mineola, New York 2004.
- Précis d'histoire de la philosophie moderne. 1933